# Pentila radiata
Pentila radiata är en fjärilsart som beskrevs av Percy I. Lathy 1903. Pentila radiata ingår i släktet Pentila och familjen juvelvingar. Inga underarter finns listade i Catalogue of Life.